# Simon Segal
Simon Segal (geboren 3. Oktober 1898 in Białystok, Russisches Kaiserreich; gestorben August 1969 in Arcachon) war ein französischer Kunstmaler der École de Paris.

## Leben
Simon Segal durchlief eine Ausbildung zum Ingenieur. 1918 ging er nach Warschau, 1920 kam er nach Berlin. Er illustrierte eine Migrantenzeitschrift, Spolochi, wo man seine erste Zeichnungen sehen kann. 1925 kam er nach Paris und 1926 nach Toulon, wo er durch seinen Mentor, Bruno Bassano, entdeckt wurde. Dort machte er seine ersten Ausstellungen, zusammen mit Malern wie Mange, Savin und Echevin. 1936 hatte er seine erste Ausstellung in Paris, in der Galerie Billiet-Worms. Obwohl Simon Segal noch völlig unbekannt war, wurde die gesamte Ausstellung vom amerikanischen Sammler Frank Altschul gekauft. 
Von 1946 bis 1953 arbeitete Segal in Jobourg (bei Cherbourg). 1949 erhielt er die französische Staatsbürgerschaft. Von 1953 bis zu seinem Tod lebte Simon Segal in Paris. Er illustrierte eine Bibel (Editions Labergerie, 1957), und die Apokalypse (Editions Michel Kieffer, 1969) In einem Kloster in Aups befindet sich ein Museum, das nach dem Künstler benannt wurde. Der Gemeinde wurde dieses Museum von Bruno Bassano geschenkt.

## Ausstellungen
- 1956: Musée Toulouse-Lautrec in Albi
- 1959: Musée Bourdelle in Paris
- 1960: Museu de Arte Moderna in São Paulo
- 1961: Upper Grosvenor Galleries in London
- 1962: Galerie Bassano in Paris
- 1963: Galerie Stendhal in Mailand
- 1968: Galerie Drouant in Paris
- 1989: Musée du Luxembourg, Paris
- 1997: Espace Expo 2000, Arcachon
- 1999: Musée Thomas-Henry, Cherbourg
- Musee Simon Segal in Aups (60 Werke) (geöffnet von 15.6 bis 15.9)
- Werke von Segal sind auch in den Museen von Albi, Beauvais, Cherbourg-Octeville und Bordeaux zu sehen.
- In Białystok (Polen) wurden 2010 über 80 Werke von Simon Segal ausgestellt.